# Karel František Pitsch
Karel František Pitsch (něm. Carl Franz Pitsch, v českých pramenech také často psáno Pič) (5. února 1786 Bartošovice v Orlických horách – 12. června 1858 Praha) byl českoněmecký varhaník, hudební skladatel a pedagog. Je považován za mistra kontrapunktu a jednoho z posledních představitelů pozdně barokního varhanního umění v Čechách.

## Život
Narodil se 5. února 1786 v Bartošovicích v Orlických horách. Základy hry na klavír a varhany získal od svého otce. Od roku 1794 byl žákem K. Bacha v Reichenbachu (dnes polský Dzierżoniów ve Slezsku). Studoval na gymnáziu v Jičíně a v Jindřichově Hradci. V Jindřichově Hradci byl jeho učitelem varhaník Franz Otto, který ho kromě hry na klavír a varhany učil i kontrapunktu. Po studiu filozofie na Karlově univerzitě v Praze působil v letech 1809–1815 jako vychovatel v měšťanské rodině v Táboře a v letech 1815–26 jako učitel hudby v rodině rytíře Michaela von Manner v Bohdalicích na Moravě. Krátce si ještě doplnil vzdělání ve Vídni, kde se spřátelil se Simonem Sechterem.
Roku 1826 přesídlil do Prahy a působil jako varhaník a učitel hudby. V roce 1832 se stal varhaníkem v kostele svatého Mikuláše na Malé straně. V roce 1839 začal učit na Varhanické škole v Praze a již o rok později byl jmenován jejím ředitelem.
Stal se vysoce ceněným varhaníkem a vyhledávaným pedagogem. Mezi jeho žáky patřili např. Josef Leopold Zvonař, Alois Hnilička, Karel Bendl, Eduard Nápravník i Josef Förster mladší. Byl čestným členem řady uměleckých společností: pražské Společnosti na podporu hudby, Cecilské hudební jednoty, Salcburského Mozartea či holandské Maatchapyj toot Bevordering der Toonkunst.
Byl rodilým mluvčím němčiny a česky se začal učit až ve svých šedesáti letech. Přesto dosáhl dobré jazykové úrovně. Zemřel v Praze 12. června 1858. Je pohřben na Olšanech.

## Dílo
Nejvýznamnějším dílem Karla Františka Pitche je sbírka 72 varhanních preludií a fug Museum für Orgelspieler, která vyšla ve třech svazcích v letech 1832–1834. Obsahuje mimo jiné skladby starých českých barokních mistrů jako byli Josef Seger, František Xaver Brixi, Bohuslav Matěj Černohorský, Jan Zach a Václav Jan Kopřiva. Dodnes se k ní obracejí vydavatelé staré české hudby i když v mnoha případech nejde o původní skladby, ale o Pitchovy úpravy a ani autorství skladeb není ve všech případech jednoznačné.

### Chrámové skladby
- Missa D pro smíšený sbor a orchestr
- Te Deum pro smíšený sbor a orchestr
- Requiem pro smíšený sbor
- Gradulate

### Varhanní skladby
- 6 kontrapunktische Veränderungen über die Österreichische Volkshymne
- 6 Präludien op. 6
- Generalbass Übungen und Generalbass-Stimme aus der Kantate J. S. Bachs
- Alleluja, paschale, fuga
- Zwanzig der gebräulichsten katholische Choräle
- Třináctero skladeb pro varhany
- Fuga Es-dur

### Písně
- Das Grab (Hrob)
- Věrný přítel
- Pastorela